# Калхор, Марьян
Марья́н Калхо́р (перс. مرجان كلهر‎; 21 июля 1988) — иранская горнолыжница, первая иранка, принявшая участие в Зимних Олимпийских играх.
Калхор начала кататься на горных лыжах с четырехлетнего возраста на курортах, которые располагались в горной системе Эльбурс. В одиннадцатилетнем возрасте она стала чемпионкой своей страны. Позднее она достаточно успешно выступала на континентальный и региональных соревнованиях, завоевывая на них медали.
В 2010 году Калхор вошла в состав сборной Ирана на Олимпийские игры, став первой представительницей Ирана на зимних Олимпиадах (до этого в состав сборной входили исключительно мужчины). На церемонии открытия она несла флаг Ирана. На Олимпиаде иранка выступила в обеих технических дисциплинах: в слаломе она стала 55-й, а в гигантском слаломе — 60-й, став оба раза последней квалифицированной спортсменкой.

## Статистика выступлений на Чемпионатах мира
| Год  | Место проведения | Гигант. слалом | Слалом |
| ---- | ---------------- | -------------- | ------ |
| 2009 | Валь-д'Изер      | 60             | Сход   |
| 2011 | Гармиш           | 88             | 55     |
| 2013 | Шладминг         | 90             | 84     |